# هاي سكول ميوزيكال 3: سينيور يير
هاي سكول ميوزيكال 3: سينيور يير (بالإنجليزية: High School Musical 3: Senior Year)‏ هو الفيلم الثالث في سلسلة أفلام «هاي سكول ميوزيكال» الناجحة من إنتاج قناة ديزني، بدأ عرض الفيلم في 14 أكتوبر 2008، الممثلون الستة الأساسيون الذين ظهروا في الفيلمين السابقين سيبقون. وتدور أحداث الفيلم حول تروي بولتن (زاك ايفرون) وجابرييلا مونتيز (فانيسا هادجنز) وشاربي ايفانز آشلي تيسدال وتشاد دانفورث (كوربن بلو), الذين يمرون مع أصدقائهم على كثير من المواقف والصعوبات في آخر سنة لهم في ايست هاي الثانوية.
ولا يخلو الفيلم الممتع من الأغاني الجميلة والمعبرة والهادفه. كما تحصل بعض المواقف الطريفة كما في الجزئيين السابقين، الشركة المؤسسة التي أسست تلك السلسلة الجميلة هي شركة ديزني.
هذا الأخير تكملة يلي المدارس الثانوية لتروي، وغابرييلا وشاربي كما أنهم يواجهون تحديا من احتمال التعرض للانفصال بعد تخرجه من المدرسة الثانوية. انضم إلى بقية الأصدقاء القط الوحشي للشرق السامي، فإنها المرحلة عن وضع الربيع الموسيقية تعكس تجاربهم والآمال والمخاوف بشأن المستقبل.
على الرغم من تلقي ردود فعل متباينة، في الأيام الثلاثة الأولى من عرضه، هاي سكول ميوزيكال 3: سينيور يير حقق 50 مليون دولار في أمريكا الشمالية وإضافية قدرها 40 مليون دولار في الخارج، رقما قياسيا جديدا لعطلة نهاية الأسبوع أكبر افتتاح لفيلم موسيقي.

## القصة
كابتن الفريق تروي مسيرات روح الفريق أغنية («الآن أو أبدا») وتمكن من الفوز على لعبة البطولة التي هي آخر لكبار السن في الفريق في السامية الشرقية. في وقت لاحق، في الطرف تروي في المباراة بعد في منزله، وينظر إلى تروي وغابرييلا التفكير في مستقبلهم، ومتمنيا أن الأشهر القليلة الماضية من ارتفاع في الشرق لن تنتهي. أغنية («الحق هنا، الحق الآن»).
شاربي تلتقي بامساعدتها الجديدة، وهي طالبة البريطاني الذي كانت توظف ليكون مساعدا لها الشخصية. وعندما المعلمين الدراما السيدة: داربوس تلاحظ أن هناك عدد قليل جدا من توقيع المنبثقة عن الربيع الموسيقية، وشاربي توحي أنها يمكن أن تفعل تظهر امرأة واحدة. هاذهي كيلسي أجهزة الإنذار، والذي يكتب في المعرض، حتى أنها علامات على الفور ما يصل الجميع في الهوم روم لأجلها بدلا من ذلك. هذه النتائج في السيدة: داربوس إعلان انهم سوف تخلق مسرحية عن أيامهم الأخيرة في الشرق السامي، ودعا كبار السنة. بالإضافة إلى ذلك، أنها تكشف عن أن كانت جميعها شاربي، راين، وكيلسي، وتروي النظر عن منحة دراسية في مدرسة جوليارد، ولكن واحدا منها فقط هي التي سيتم اختيارها. تروي هو الخلط، لأنه لا ينطبق على جوليارد. رؤية أصدقائه يضحك، وقال أنه يعتقد انهم أعطى اسمه لجوليارد. شاربي تصبح يائسة لكسب المنح الدراسية، ومعرفة أن كيلسي ستعطي أفضل الأغاني لتروي وغابرييلا في الموسيقية، وقالت أنها تحصل على ريان في محاولة لإقناع كيلسي لمنحهم الأغنية، التي يتوقع لها (وريان) في المستقبل أغنية («أنا يريدون كل شيء»).
في اليوم التالي، وتروي غابرييلا يطلب إلى الرقص على السطح بينما (كما كان في السابق في المدرسة الثانوية الموسيقية وحديقة النادي، وهو المكان الذي يذهب تروي تسعى بعض الهدوء). ثم تدرس كيفية الفالس له أغنية («هل لي في هذه الرقصة؟»). تشاد يطلب ثم تايلور للذهاب إلى حفلة موسيقية معه مع خط البيك أب جبني. رفضت في البداية، ولكن عندما يوافق في وقت لاحق تشاد يثبت أنه يمكن وضع بعض الجهد ويسأل مرة أخرى أمام الجميع في المدرسة. مجموعة تتدرب على المشهد الموسيقي أ، عن ليلة حفلة موسيقية لها أغنية («ليلة لحفظ»). ريان اليوم التالي على كيلسي يمشي في التلحين في غرفة الموسيقى ويبدأون في الغناء أغنية («نريد فقط أن أكون معك») مما يؤدي إلى ريان يسأل كيلسي إلى حفلة موسيقية. بينما تروي ويستذكر تشاد حول ماضيهم أغنية («هل العودة للبنين»)، وشاربي تزعل من غابرييلا يكتشف أن لديها فرصة للذهاب إلى الجامعة في وقت مبكر لجامعة ستانفورد. شاربي تقنع تروي أنه هو الشيء الوحيد الذي حفظ غابرييلا من حلمها. تروي لإجراء محادثات حول هذا غابرييلا وبعد يتشاركون قبل النوم حرج، غابرييلا تغني أغنية («الابتعاد») وتترك للكلية في اليوم التالي.
والد تروي، جاك، محادثات معه حول مستقبله الأكاديمي، الذي توقع أن يتم في جامعة البوكيرك. هذا الافتراض يجعل تروي يغضب ومرتبك، وكان يهرب، حول اقتحام السامية الشرق حائرا حتى النهاية يصرخ بأعلى صوته في المسرح أغنية («الصرخة»). السيدة: داربوس تراقب وتكشف سرا أنها أرسلت في طلبه للحصول على جوليارد. تروي يحصل لاحقا اتصالا من غابرييلا قائلا أنه على الرغم من أنها تحبه، وقالت أنها لن تعود إلى البوكيرك. ومع ذلك، في يوم من حفلة موسيقية، وتروي غابرييلا الزيارات في جامعة ستانفورد ويقنعها بالعودة وأنها قبلة بعذوبة معا خلال أغنية («هل لي في هذه الرقصة؟ (ربريس)»). مرة أخرى في الشرق السامي، على استعداد لشاربي الموسيقية الماضي في شرق وتروي السامية للزميل لاعب كرة السلة جيمي يتلقى النص من تروي أن أقول له لتغطية بالنسبة له على خشبة المسرح لأنه سيكون في وقت متأخر. ممثلو جويليارد هناك، ومشاهدة هذا المعرض يبدو على ما يرام.
كيلسي وريان تبدأ تظهر الأرقام تليها أعمال أخرى الزوجين؛ جيمي ينفذ ثم مع شاربي ويحرج لها، على الرغم من أن الجمهور يصفق لالأداء. تروي وغابرييلا يظهروا خلال النصف الثاني من المعرض والغناء دويتو معا. تاج شاربي ثم يخون ويقول لها كيف أنها هي التي سوف تتخذ خلال العام المقبل في قسم الدراما. شاربي أخيرا تعلم كيف يشعر أن يتم التلاعب والإذلال، ولكن مع ذلك لا يرغب في النزول. في حين ينفذ تيارا، شاربي تعطل على الفور ادائها وأوب ستيج لها أغنية («أول ربيع السنة موسيقية»). في نهاية الموسيقية، والسيدة: داربوس تكشف أن كلا كيلسي وريان وفاز على المنحة جويليارد ويحكي عن خطط الجميع في المستقبل أغنية (وقال «نحن جميعا في هذا معا (ميكس التخرج)»).
في حفل التخرج، وتروي يعطي كلمة الفصل. رمي قبعاتهم في الهواء، والخريجين تشكيل العشوائية العملاقة قبل الخروج إلى الغناء والرقص على أنغام أغنية («هاي سكول ميوزيكال»). كما ينتهي الفيلم، ويلقي بهم لا تقفز الشهير هاي سكول ميوزيكال مع قرب من ستة في النظام قبل الركوع عندما يسدل الستار.

## طاقم التمثيل
- (زاك إيفرون) بدور (تروي بولتون) هو الشخصية الرئيسية في الفيلم. هو الطالب الأكثر شعبية في الشرق الذكور في مدرسة ثانوية، وكابتن فريق كرة السلة للاسكواش. لهذا الفيلم، وكان الغناء إيفرون والمخلوطة مع صوت المغني ودرو سيلي.
- (فانيسا هادجنز) بدور (غابرييلا مونتيز) هي واحدة من العباقرة على فريق العشاري الدراسية، وهي صديقة تروي بولتون.
- (آشلي تيسدال) بدور (شاربي ايفانز) وهي خصم غابرييلا مونتيز في الفيلم.
- (كوربن بلو) بدور (تشاد دانفورث) هو أفضل صديق للتروي بولتن منذ الطفولة، والأصدقاء جيدة جدا مع جايسون وزيكي.
- (لوكاس غرابيل) بدور (ريان إيفانز) هو شقيق لشاربي ايفانز.
- (مونيك كولمان) بدور (تايلور ماكيسي) وهي أفضل صديق لغابرييلا مونتيز. وهي كابتن فريق المدرسة ديكاتلون الدراسية.
- (بارت جونسون) بدور (جاك بولتون) هو والد تروي ومدرب فريق كرة السلة.
- (ديفيد رايفرز) بدور (تشارلي دانفورث) وهو والد تشاد دانفورث وصديق جاك بولتون.
- (أليسون ريد) بدور (السيدة داربوس) وهي مدرسة الدراما في مؤخرة السامية الشرقية.
- (أوليسيا رولين) بدور (كيلسي نيلسن) وهي طالبة في مدرسة الشرقية. وهي عازفة البيانو والمؤلفة الموسيقية.
- (كريس وارين جونيور) بدور (زيكي بايلور) وهو صديق تروي مع تشاد، ويلعب لفريق كرة السلة. وهو يتمتع أيضا بالطبخ.
- (رايان سانبورن) بدور (جيسون كروس) هو صديق أيضا مع تروي وتشاد، ويلعب لفريق كرة السلة. أنه يميل أيضا إلى طرح أسئلة سخيفة في الصف ويحب النوم.
- (كايسي ستروه) بدور مارثا كوكس وهي طالبة في مدرسة ثانوية في الشرق. هي أحد الأصدقاء مع غابرييلا، كيلسي، وتايلور.
- (جيما ماكنزي براون) بدور (تيارا جولد) وهي مساعدة شاربي ايفانز.
- (مات بروكوب) بدور (جيمي) ويلقب «الصاروخ مان» زارا.
- (جوستين مارتن) بدور (ديون دوني) وهو أفضل صديق لجيمي.

## الأغاني
| الأعنية                                   | يؤدي المغني                                                                          | مشهد                                         | ملاحظات |
| ----------------------------------------- | ------------------------------------------------------------------------------------ | -------------------------------------------- | --- |
| "الآن أو أبدا"                            | تروي، غابرييلا، تشاد، زيكي، وجيسون، ومارتا، والمشجعين                                | الصالة الرياضية السامية الشرق                | بطولة لعبة |
| "الحق هنا، الحق الآن"                     | تروي وغابرييلا                                                                       | تروي لتري هاوس                               | بعد انتهاء إقامتهم الحزب في بولتون |
| "أريد أن الكل"                            | شاربي وريان                                                                          | الشرق كافتيريا العليا                        | تسلسل حلم لشاربي |
| "هل لي في هذه الرقصة؟"                    | تروي وغابرييلا                                                                       | السقف حديقة السامية الشرق                    | غابرييلا تروي يعلم الفالس |
| "ليلة لا تنسى"                            | تروي، وتشاد، وغابرييلا، وجايسون، زيكي، تايلور، مارثا، كيلسي، شاربي، راين             | قاعة الشرق السامي                            | بروفة لعدد الموسيقية |
| "فقط أريد أن أكون معكم"                   | ريان وكيلسي؛ تروي وغابرييلا                                                          | الشرق قاعة السامية وغرفة موسيقى              | إعلان الحب في غرفة الموسيقى |
| "هل العودة للبنين"                        | تروي وتشاد                                                                           | سيارات الإنقاذ رايلي فهد المساعد             | تروي وتشاد رليف ذكريات الطفولة / معرفة ما يريدون أن يكونوا في الحياة |
| "الحق هنا، الحق الآن" (ربريس)             | تروي وغابرييلا                                                                       | غابرييلا منزل / تروي لتري هاوس               | مشهد محذوف |
| "الابتعاد"                                | غابرييلا                                                                             | منزل غابرييلا                                | غابرييلا للانتقال إلى جامعة ستانفورد |
| "الصرخة"                                  | تروي                                                                                 | السامية في جميع أنحاء الشرق                  | تروي قرار بالبقاء في المسرح وكرة السلة |
| "هل لي في هذه الرقصة؟"                    | تروي وغابرييلا                                                                       | جامعة ستانفورد                               | تروي يقنع غابرييلا إلى الخلف |
| "ربيع أول سنة موسيقية"                    | كيلسي، ريان، وتشاد، وشاربي، جيمي، وتروي، غابرييلا، وتيارا                            | قاعة الشرق السامي (الربيع الأداء الموسيقي)   | وتتميز هذه: الفرصة الأخيرة مع كيلسي وريان، الآن أو أبدا (ربريس) مع تشاد واعبو الاسطوانات، وأريد أن جميع (ربريس) مع ريان والراقصين، و فقط أريد أن أكون معك" '(ربريس) مع شاربي، جيمي، وتروي، غابرييلا، وفرقة، و ليلة لحفظ (ربريس) مع تيارا، شاربي، والأولاد |
| "وقال نحن جميعا في هذا معا (ميكس التخرج)" | تروي، غابرييلا، شاربي، راين، تشاد، وتايلور (في الموسيقى التصويرية)؛ جوقة (في الفيلم) | حفل قاعة الشرق / تخريج عالية                 | أبطأ، والتخرج ضبطها اقتص من الدفعة الأولى |
| "هاي سكول ميوزيكال"                       | تروي، غابرييلا، شاربي، راين، تشاد، وتايلور، زيكي، كيلسي، مارثا، وجايسون              | حفل التخرج على ملعب لكرة القدم السامية الشرق | وخاتمة ثلاثية |

## الإنتاج
وفقا لمدينة سولت لايك تريبيون "... للمساعدة على جذب الإنتاج يعود إلى حيث بدأ كل شيء - في مدرسة سولت لايك سيتي العليا الأوسط - على متن (بالإنجليزية: GOED)‏ الجمعة على أقصى مليوني دولار حافزا للإنتاج وأكبر من أي وقت مضى نظرا لإغراء المخرج ليوتا".
بدأ تصوير الفيلم في 3 أيار، 2008. كان مقررا يوم 41 لإطلاق النار لفترة أطول مما كانت عليه في فيلمين الأول.
ستان كارريزوسا، الفائز (بالإنجليزية: ABC)‏ الصيفية تظهر الحقيقة، هاي سكول ميوزيكال: الحصول على صورة تظهر في فيديو كليب «مجرد الشروع في العمل» ويظهر أن أكثر من الاعتمادات نهاية الإفراج عن مسرحية للفيلم  وتظهر الأخرى. ولقد ظهرت 11 نهائي في الموسيقى والفيديو أيضا.

### التنمية
ونقلت الصحيفة عن زاك إيفرون في مجلة بيبول قوله «يمكنني ان اقول لكم انه إذا كان السيناريو جيدا، وإذا كنا نتفق جميعا على النص النهائي، ثم هناك شيء ما يجري لتعيقنا من فعل ذلك، لدينا متعة صنع هذه الأفلام، وهذا نادر جدا في هذا العمل». واستمرت الشائعات النزاعات المستمرة بين الراتب والأداء ديزني الرصاص، ولا سيما إيفرون. ووفقا لراشيل أبراموفيتش، كما ذكرت شبكة الإنترنت من قبل شيكاغو تريبيون«، وهو انتقائي عبر مقطع من المطلعين هوليوود أعتقد إيفرون يجب أن تحصل على بارد 5 ملايين دولار هاي سكول ميوزيكال 3: سينيور يير، النسخة المسرحية من الامتياز، والتي ديزني تأمل في جعل قبل إضراب نقابة الكتاب الأمريكية الأدوار إغلاق هوليوود لعدة أشهر. إيفرون ورفض التعليق على هذه المادة، وعلى الرغم من عقد المفاوضات لا تزال جارية، تقول المصادر يتم عرض إيفرون راتبا أقرب إلى 3 ملايين دولار، وليس 5 ملايين دولار، من أجل المتابعة، والذي يركز على السنة كبار في الشرق السامي، ومهما كان الثمن، لأنه ما زال ينظر إلى وسرقة».
وذكر أن أورتيغا قبل الإنتاج فإن معظم المرجح أن يبدأ في يناير 2008. بدأ تصوير الفيلم 3 مايو 2008، في مدرسة ثانوية في منطقة الشرق سولت ليك سيتي بولاية يوتا. وذكر أنه قد تم تقديم البرنامج النصي قبل إضراب الكتاب التي وأنهم يعملون على تطوير الموسيقى. واضاف أن التصوير سوف يحدث في سولت ليك سيتي بولاية يوتا (كما في أفلام الأولين)، لمح إلى أن هذه المؤامرة وسوف يكون شيئا من طبيعة القط الوحشي السنة النهائية في المدرسة الثانوية، وقال: «يبدو اننا قد جمعوا المدلى بها».
بدأت قبل التصوير، عقد مجلس ويلقي هاي سكول ميوزيكال 3: سينيور يير مؤتمرا صحافيا في مدرسة الشرق السامي معلنا بدء التصوير. سوف يتم الإفراج عن الفيلم في دور السينما (في الولايات المتحدة) في 24 أكتوبر 2008، على الرغم من أن الفيلم كان لفتح في عدة بلدان من بينها بريطانيا العظمى واحدة على الأقل في الأسبوع السابق. وكان الفيلم ميزانية الدولار 13.3 مليون دولار وفترة إطلاق النار استمر 40 يوما. وقيل إن هذا الفيلم في وقت لتكون الدفعة النهائية مع الزهر الحالي. وكان العرض الأول في لندن العرض الأول لندن أكبر من كل وقت.

### صورة الجدل لفانيسا هادجنز
على الرغم من التكهنات في وقت مبكر من شأنه أن يكون إسقاط فانيسا هادجنز من هاي سكول ميوزيكال 3: سينيور يير بسبب فضيحة لها صور عارية، ونفت شركة والت ديزني في التقارير، قائلا: «فانيسا تعتذر عن ما كان من الواضح أن تسقط في الحكم، ونأمل في تعلمت قيمت الدرس».

## الاستقبال

### حرجة أستقبال
اعتبارا من شهر ديسمبر عام 2010، هاي سكول ميوزيكال 3: سينيور يير له التصويت جديدة من 65 ٪ في موقع الطماطم الفاسدة، الذي أعطاه الطماطم الذهبية لأفضل فيلم موسيقي من عام 2008، وكان جيدا بشكل عام على الرغم من تلقى أعطيت الشاملة استعراضات مختلطة. البرقية يثني على التغييرات التي أحدثتها ميزانية أعلى من الإفراج عن مسرحية: «هاي سكول ميوزيكال 3 يستخدم ميزانية أكبر لحقن اللون والحجم والعمق البصري لعبة كرة السلة فتح وحدها هي مذهلة مثل. كاميرا عالية الانقضاض على نطاق واسع، قبل نقطة الفوز يجعل الحشد تندلع».

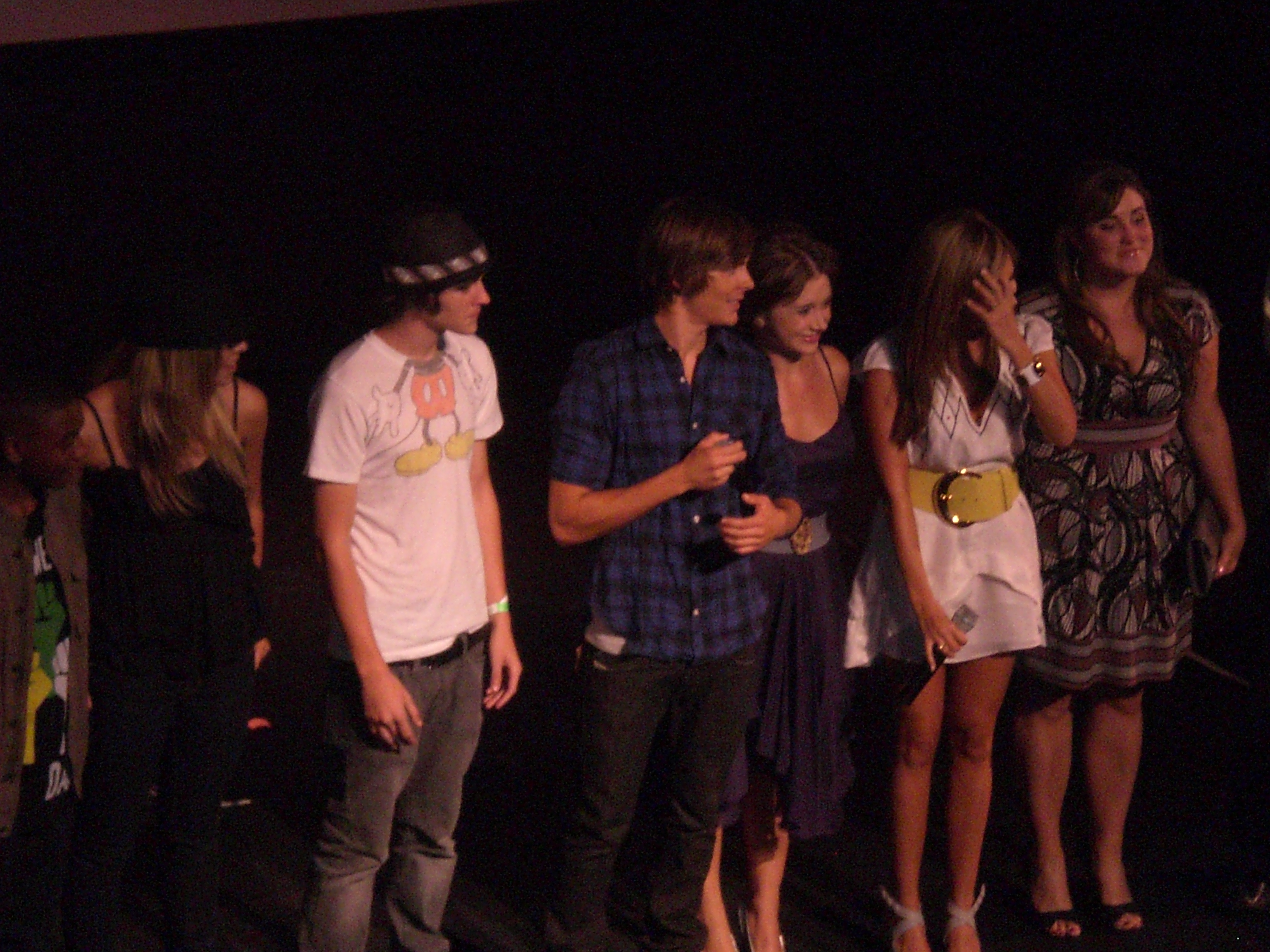
مسيرة هاي سكول ميوزيكال 3: سينيور يير.

ستيفن فاربر، المملكة المتحدة ل(بالإنجليزية: Reuteres)‏، كما يقول الفيلم «سوف ترضي قاعدة جماهيرية ولكن لن يحول الفوز»، وقصة «ابدا حقا ضربة في» وأنه «صورة ينمو بسرعة مملة»،  في حين (بالإنجليزية: MSNBC)‏، لالونسو، (بالإنجليزية: Duralde)‏ ويصف ذلك بأنه «وحش فرانكنشتاين مخيط معا من الترفيه، ويضم المكونات الرئيسية التي تم بالفعل هرول في أول مرتين.»  بيتر جونسون يصف الفيلم بأنه لطيف بحيث «يجعل طعم السيلوفان جلفريزي مثل الدجاج»، ويقول أن "مجرد حاد، نظافة كل شيء مخيف، وعندما يتم استدعاء شخصيات مدعوة إلى الرقص، فإنها تفعل ذلك مع كفاءة الروبوتية، والغناء في تهديج أن ارتفاع منزوعة الكافيين، مثل (بالإنجليزية: castrati)‏ هوليوود في القرن 21".
ومجلة انترتينمنت ويكلي من ناحية أخرى إيجابية تجاه الفيلم، مشيدا الطاقة في النجوم: «جمال الأداء إيفرون هو ان لديه هووفير نابضة بالحياة الرياضية الذي قدم والمهرجين، بهمة الحبيب لجين كيلي الشباب، ولكنه أيضا خالص مؤلم. صومه انهيار اليقظة يجعله أكثر تعاطفا من الأصنام في سن المراهقة؛ انه مثل كاسيدي ديفيد الذي يعرف كيفية التصرف، والذين يمكن أن اغمى عليه من دون الحصول على رطبة جدا حيال ذلك بصرف النظر عن إيفرون، نجم الاختراق هي آشلي تيسدال، الذي شاربي يجعل نرجسية (أ) أبله، بهر متعة.» موفي غويد كما استعرض الفيلم بشكل إيجابي، والتوصية بشدة للعائلة «كظاهرة ممتعة ونظيفة ومليئة بالطاقة»، واصفا اياها بأنها «مؤامرة على رقيقة» حتى «الآن مع ذلك».
أحب الناقد السينمائي بي بي سي مارك كيرمود الفيلم وقال أنه كان في أفلامه أعلى 5 للسنة، واسمه تيسدال «أفضل ممثلة مساعدة» في عام 2008.
في فورت وورث ستار برقية ذكر أن الدفعة الأخيرة كانت «الناقد واقية»، و«كل شيء يمكن أن يأمل مشجعو لوأكثر من ذلك». يذهبون إلى القول أن «الأطفال في النهاية تبدو مثل الأداء الحقيقي بدلا من ركائز قناة ديزني في محاولة يائسة لتظل وثيقة الصلة، وأنهم يستحقون المهن المربحة التي تنتظرنا»، وقدم الفيلم على تصنيف أربعة من أصل خمسة نجوم. كما كان الفيلم استقبالا جيدا في المملكة المتحدة  وقد اعترفت هادجنز أنها ممثلة الفيلم المفضلين في حفل توزيع جوائز اختيار الأطفال في نكلوديون، كان صوت إيفرون الأداء ذكر أفضل في جوائز إم تي في عام 2009 وممثل الاختيار: موسيقى / الرقص في اختيار جائزة المراهقين في 2009، وقد تم التصويت على جوائز والاختراق تيسدال ذكر الأداء في حفل توزيع جوائز أفلام إم تي في 2009 وأفضل ممثلة مساعدة في جوائز 2009 لمارك كيرمود المملكة المتحدة.

### شباك التذاكر
افتتح الفيلم 16 مليون دولار يوم الجمعة لليوم أكبر افتتاح لفيلم موسيقي من كل وقت، الأمر الذي جعل في # 1 (الضرب بها سو 5 الخامس في أرباح شباك التذاكر) مع عطلة نهاية الأسبوع افتتاح أكثر من 42030184 $ في الولايات المتحدة وكسر السجل، الذي عقد من قبل ماما ميا!، لافتتاح أكبر من أي وقت مضى لفيلم موسيقي  وبدأ عرض الفيلم أيضا في # 1 في الخارج، مع افتتاح دولي من 40000000 $. هاي سكول ميوزيكال 3: سينيور يير أدلى 90559416 $ في الداخل و162349761 $ في المناطق الأخرى المؤدية لما مجموعه 252909177 $ في جميع أنحاء العالم، التي كانت تزيد عن التوقعات حتى ديزني.

## إصدارات أخرى

### الغناء إلى جانب إصدار
يوم 7 نوفمبر، 2008، هاي سكول ميوزيكال 3: سينيور يير صدر الطبعة احادي جنبا إلى جنب مع كلمات أبرزت على الشاشة في المسارح المختارة: كبار السنة. تم الإفراج عن الغناء على طول الإصدار في مايو 21، 2011.

### الإفراج عن المنزل
هاي سكول ميوزيكال 3: سينيور يير صدر في الإقليم 1 دي في دي وبلو راي في 17 فبراير، 2009،  في منطقة دي في دي 2 في 16 شباط، 2009  وفي 3 دي في دي المنطقة في 24 شباط، 2009  دي في دي واحد واثنين طبعات القرص. وفي المنطقة 2 واردة في واحد قرص دي في دي الطبعة أكثر من طبعة مكافأة اثنين القرص ميزات مثل الغلطات، حذف مشاهد، نسخة موسعة من الفيلم، الغناء على طول والودائع المدلى بها. وفي المنطقة 3، ولم يفرج عنها إلا في واحد قرص دي في دي الطبعة مع كل من الميزات مكافأة اثنين القرص وكذلك طبعة موسعة من الفيلم. في الفلبين، وأطلق سراحه في 25 شباط، 2009. تم الإفراج عن 4 دي في دي المنطقة في 8 أبريل، 2009. اعتبارا من 1 نوفمبر 2009 باعت دي في دي المبالغة 11000000 النسخ ولدت أكثر من 200 مليون دولار في عائدات المبيعات.

## الأذاعة
الفيلم لأول مرة على قناة ديزني قبل العرض سلسلة من حظا سعيدا تشارلي. أحضر العرض الأول على قناة ديزني 4 ملايين المشاهدين.

### الإفراج الدولية
لأول مرة على قناة ديزني الهند في 18 أكتوبر 2009 ويوم 5 ديسمبر 2009 في قناة ديزني آسيا. يوم 4 ديسمبر 2009، ليلة واحدة فقط، لأول مرة على سنما ماجيك ديزني، وسيكون العرض على قناة ديزني (المملكة المتحدة وأيرلندا) في يناير / فبراير 2010. لأول مرة أنه على 12 ديسمبر 2009 على القناة الجديدة ديزني نيوزيلندا / أستراليا.

### الإفراج الهند
وقناة ديزني الهند أول من هاي سكول ميوزيكال التي بثت 3 رسميا. وكان تلفزيونيا أصلا يوم 18 أكتوبر كجزء من نادي هاي سكول ميوزيكال، ولكن لم تحظ بشعبية كبيرة جدا. وكان تلفزيونيا مرة أخرى في 1 يناير كجزء اليوم الأول للمعرض بالكامل. وكان تلفزيونيا مرة أخرى في 14 شباط.

## العرضية
والعرضية لسلسلة هاي سكول ميوزيكال، ودعا في مغامرة شاربي رائع، وقد أفرج عنه في دي في دي يوم 19 أبريل 2011، مع فيلم العرض الأول على قناة ديزني بعد فترة وجيزة. وشاربي ايفانز (آشلي تيسدال) والسفر إلى مدينة نيويورك لجعل أحلامها يجري في برودواي تتحقق. ومع ذلك، تبدأ الأمور على غير ما يرام عندما تكتشف أن المنتجين يريدون فقط كلبها لهذا المعرض. تجري أحداث الفيلم بعد التخرج من الزهر الأصلي. شقيقها، ريان ايفانز، ويجعل أيضا حجاب الخاصة في الفيلم، مشيرا إلى أنه يقوم حاليا بجولة موسيقية. (وليس في جويليارد، لمح كما هو الحال في هاي سكول ميوزيكال 3).

## التكملة
أعلن المخرج كيني أورتيغا لجميع أجزاء هاي سكول ميوزيكال فيلما في مقابلة أنه لا يمكن أن يكون تتمة ولكن ليس قبل بضع سنوات. في مقابلة أخرى مع المنتج ومختومة ربما كان يقول: إذا ويلقي على استعداد للقيام بذلك على الأقل مرة واحدة أكثر النهائية أننا يمكن أن يكون لها تتمة، وفي مقابلة مع مونيك كولمان وقالت أنها تنظر حاليا في الرابع والأخير الفيلم.

## الجوائز والترشيحات
الأكاديمية البريطانية للسينما والتلفزيون جوائز الآداب (بافتا)
- ميزة فئة الأفلام، جوائز أطفال بافتا 2009.[33]

جوائز اختيار الأطفال 2009
- الفيلم المفضل (فاز)
- المفضلة ممثلة - فانيسا هادجنز (فاز)

جوائز كيرمود المملكة المتحدة 2009
- أفضل ممثلة مساعدة - آشلي تيسدال (فاز)

جوائز أفلام إم تي في 2009
- أفضل ذكر أداء - زاك إيفرون (فاز)
- اختراق أنثى الأداء - آشلي تيسدال (وون)
- أفضل فيلم (ترشح)
- انفراج الأداء أنثى - فانيسا هادجنز (ترشح)
- أفضل قبلة - فانيسا هادجنز وزاك إيفرون (ترشح)

اختيار جوائز المراهقين 2009
- اختيار ممثل موسيقى / الرقص - زاك إيفرون (فاز)
- اختيار فيلم الرقص موسيقى / (فاز)
- اختيار ممثلة موسيقى / الرقص - فانيسا هادجنز (ترشح)
- اختيار ممثلة موسيقى / الرقص - آشلي تيسدال (ترشح)
- اختيار الفيلم ليب لوك - زاك إيفرون وفانيسا هادجنز (فاز)

## مكان التصوير
- الجزء الأول: ألباكيوكي، نيومكسيكو
- الجزء الثاني: ألباكيوركي، نيومكسيكو، أورلاندو، فلوريدا
- الجزء الثالث: ألباكيوركي، نيومكسيكو